# Géographie du Rhône
Le Rhône est un des douze départements de la région Auvergne-Rhône-Alpes. La superficie de la circonscription départementale du Rhône, qui inclut la métropole de Lyon, est de 3 249,10 km2 pour près de 1 875 000 habitants.

## Situation
Le département est situé à un carrefour géographique. Il constitue la haute vallée du Rhône, la ville de Lyon se situant à la confluence entre la Saône et le Rhône. À l'ouest se situe le Massif central, et à l'est les premiers contreforts du Jura.
Les principales villes sont Lyon chef-lieu du département avec 522 969 habitants, Villeurbanne avec 152 212 habitants, Villefranche-sur-Saône avec 36 291 habitants.

## Géographie physique

### Relief
| \| Monts d'Or Plaine du Velin Monts du Lyonnais Monts de Tarare Monts du Beaujolais Pilat Dombes Balmes viennoises Le Rhône La Saône \| Carte topographique de la circonscription départementale du Rhône |
| Monts d'Or Plaine du Velin Monts du Lyonnais Monts de Tarare Monts du Beaujolais Pilat Dombes Balmes viennoises Le Rhône La Saône                                                                         |